# Солонів
Соло́нів — село в Україні, у Демидівській селищній громаді Дубенського району Рівненської області. Населення становить 231 особа.

## Природа
Село розташоване на правому березі річки Стир. Біля села знаходиться ботанічний заказник Урочище «Солонівське».

## Історія
Солонів під іменем Слонва Луцького повіту згадується як маєток Чати чи Цати, згадується в акті від 1545 року — в описі городень Луцького замку. В тому ж акті задується городня Семена Цатича і Романової Цатиної, Федора Олехновича і Яцька Петровича з Слонви. У ХІХ столітті до церковного приходу села Солонів була приписана Пляшева. З 1871 року священником був Іван Павлович Карашевич. В 1885 році у селі значиться 42 двори та 357 жителів. За часів Російської імперії у Солоневі діяла школа. Одним з учителів був А. Шах. При школі був притулок, де можна було переночувати.
У 1906 році село Теслугівської волості Дубенського повіту Волинської губернії. Відстань від повітового міста 45 верст, від волості 13. Дворів 68, мешканців 445.
7 (20) листопада 1917 року, відповідно до Третього Універсалу Української Центральної Ради, увійшло до складу Української Народної Республіки.
12 червня 2020 року, відповідно до розпорядження Кабінету Міністрів України № 722-р від «Про визначення адміністративних центрів та затвердження територій територіальних громад Рівненської області», увійшло до складу Демидівської селищної громади Демидівського району.
19 липня 2020 року, в результаті адміністративно-територіальної реформи та ліквідації Демидівського району, село увійшло до складу Дубенського району.